# ラプレ
株式会社ラプレ（英: Raple Co.,LTD.）は、大阪市中央区に本社を置くPR会社である。

## 概要
大阪を中心とする関西エリアのお店や企業を対象に、テレビ・新聞などのマスメディアへの広報・PR支援と、インターネットによる集客を得意とする。
エンターテインメント事業部の音楽制作部門である、ラプレ音楽出版は、韓国で話題となった「たこやきのうた」シリーズの他、浪速伝説トライオー、ファンキーコバ、25（フタゴ）、4D-JAM等のアーティストの楽曲を管理している。
イベント部門では、大食いイベントなどを開催してジャイアント白田のマネージメントなども行っている。

## 沿革
- 2002年8月 - 資本金500万円で大阪市浪速区に有限会社ラプレエンターテイメント設立
- 2006年6月 - 大阪市中央区に事務所移転、それと同時に株式会社ラプレに変更
- 2012年3月 - 資本金1000万円に増資
- 2012年4月 - 株式会社スパイラルと合併、淀屋橋に事務所移転
- 2014年4月 - 株式会社リクレアと合併

## 事業
- ネット事業部
  - ネット広告運用代行
  - ネットメディア運営
- PR支援事業部
  - プレスリリース配信サービス「PRでっせ」
  - テレビ・新聞・雑誌へのPR支援
- 広告事業部
  - 各種広告の企画・制作・メディアへの出稿代理
- エンターテインメント事業部
  - 映像制作
  - 音楽制作・音楽出版
  - タレントマネージメント
  - イベント企画・プロデュース